# Associazione Calcio Legnano 1970-1971
Questa pagina raccoglie le informazioni riguardanti l'Associazione Calcio Legnano nelle competizioni ufficiali della stagione 1970-1971.

## Stagione

Pierluigi Frosio, al Legnano dal 1969 al 1971

Dopo le spese effettuate nel campionato precedente con l'obiettivo per poter ambire alla promozione in Serie B, il bilancio della società torna ad avere problemi. Per tale motivo, e a causa delle tante offerte ricevute dal presidente Augusto Terreni per i giocatori lilla che si sono distinti nell'ottimo campionato precedente, viene deciso di vendere gli atleti migliori. Nello specifico, sono ceduti i difensori Oscar Lesca e Roberto Melgrati, i centrocampisti Giuseppe Barbazza e Vincenzo Proietti Farinelli e l'attaccante Nerio Ulivieri. Sul fronte arrivi, vengono tesserati alcuni giovani di belle speranze: in particolare sono acquistati dal Legnano il portiere Enrico Brognoli, i difensori Alessandro Gibellini, Giovanni Saporiti, Roberto Bodina, Roberto Bodina, il centrocampista Gianangelo Bettinelli e l'attaccante Achille Nova. Questi giovani, ad eccezione di Bodina e Gibellini, giocheranno però molto poco. Vengono acquistati anche due giocatori di esperienza, i centrocampisti Giovan Battista Pirovano e Miro Zulich.
Nella stagione 1970-1971 il Legnano disputa il girone A della Serie C, piazzandosi in dodicesima posizione di classifica con 35 punti, a 23 lunghezze dalla Reggiana capolista e promossa in Serie B, e a 4 punti dalla zona retrocessione. Questo pessimo risultato è dovuto all'indebolimento della rosa e alla scarsa vena realizzativa dell'attacco. Per cercare di risolvere il problema della sterilità del reparto offensivo, a novembre il Legnano acquista gli attaccanti Romualdo Capocci e Raffaello Restelli, ma senza sortire gli effetti desiderati. Dopo la 10ª giornata, in occasione del pareggio interno con il Verbania, viene esonerato l'allenatore Carlo Facchini, che è sostituito da Luciano Sassi. Grazie al cambio di guida tecnica, i Lilla migliorano il ruolino di marcia evitando la retrocessione.

## Divise
| Casa |

## Organigramma societario
Area direttiva
- Presidente: Augusto Terreni

Area tecnica
- Allenatore: Carlo Facchini, poi Luciano Sassi

## Rosa
| N. |                   | Ruolo | Calciatore                          |
| -- | ----------------- | ----- | ----------------------------------- |
|    | Italia (bandiera) | C     | Gianangelo Bettinelli               |
|    | Italia (bandiera) | D     | Roberto Bodina                      |
|    | Italia (bandiera) | C     | Arturo Bosani                       |
|    | Italia (bandiera) | A     | Giovanni Brenna                     |
|    | Italia (bandiera) | P     | Enrico Brognoli                     |
|    | Italia (bandiera) | C     | Giorgio Campagna                    |
|    | Italia (bandiera) | A     | Renato Scatiggio))ruolo c)) Capocci |
|    | Italia (bandiera) | P     | Pier Luigi Castellazzi              |
|    | Italia (bandiera) | D     | Pierluigi Frosio                    |
|    | Italia (bandiera) | A     | Domenico Gerosa                     |
|    | Italia (bandiera) | D     | Alessandro Gibellini                |
|    | Italia (bandiera) | C     | Luigi Grecchi                       |

| N. |                   | Ruolo | Calciatore               |
| -- | ----------------- | ----- | ------------------------ |
|    | Italia (bandiera) | C     | Natale Lamera            |
|    | Italia (bandiera) | C     | Lavizzari                |
|    | Italia (bandiera) | A     | Giancarlo Mongitore      |
|    | Italia (bandiera) | A     | Achille Nova             |
|    | Italia (bandiera) | C     | Giovan Battista Pirovano |
|    | Italia (bandiera) | C     | Potito Pota              |
|    | Italia (bandiera) | A     | Raffaello Restelli       |
|    | Italia (bandiera) | D     | Giovanni Saporiti        |
|    | Italia (bandiera) | D     | Riccardo Talarini        |
|    | Italia (bandiera) | D     | Ettorino Valentini       |
|    | Italia (bandiera) | C     | Giuseppe Zanelli         |
|    | Italia (bandiera) | C     | Miro Zulich              |

## Risultati

### Serie C (girone A)

#### Girone d'andata
| Arbitro: | Pedretti (Modena) |

|                                           |           |  |
| Sperotto 6’, 60’ Bagatti 50’ Caporale 87’ | Marcatori |  |

| Legnano 20 settembre 1970 2ª giornata | Legnano          | 0 – 0 | Reggiana | Stadio Comunale\| Arbitro: \| Levrero (Genova) \| |
| Arbitro:                              | Levrero (Genova) |       |          |                                                   |

| Arbitro: | De Fazio (Torino) |

|              |           |             |
| Milanesi 60’ | Marcatori | 80’ Grecchi |

| Arbitro: | Alberti (Genova) |

|  |           |                     |
|  | Marcatori | 48’ (aut.) Saporiti |

| Arbitro: | Grassi (Savona) |

|                  |           |               |
| Zandoli 52’, 90’ | Marcatori | 75’ Mongitore |

| Arbitro: | Frasso (Capua) |

|  |           |                           |
|  | Marcatori | 51’ Vanzini 86’ Sassaroli |

| Arbitro: | F. Lattanzi (Macerata) |

|             |           |               |
| Panucci 66’ | Marcatori | 71’ Mongitore |

| Arbitro: | Albertini (Torino) |

|             |           |  |
| Grecchi 65’ | Marcatori |  |

| Arbitro: | Sansò (Lecce) |

|            |           |  |
| Bianchi 1’ | Marcatori |  |

| Arbitro: | Turiano (Reggio Calabria) |

|             |           |                |
| Capocci 30’ | Marcatori | 89’ Signorelli |

| Arbitro: | Baciucchi (Roma) |

|                        |           |  |
| Casini 28’ Chiossi 52’ | Marcatori |  |

| Legnano 29 novembre 1970 12ª giornata | Legnano         | 0 – 0 | Monfalcone | Stadio Comunale\| Arbitro: \| Abati (Livorno) \| |
| Arbitro:                              | Abati (Livorno) |       |            |                                                  |

| Arbitro: | Barboni (Firenze) |

|                |           |  |
| Zambianchi 34’ | Marcatori |  |

| Arbitro: | Artico (Bassano del Grappa) |

|              |           |  |
| Lombardi 69’ | Marcatori |  |

| Arbitro: | Bassignana (Pavia) |

|                     |           |  |
| Pirovano 24’ (rig.) | Marcatori |  |

| Arbitro: | Mascali (Desenzano del Garda) |

|  |           |               |
|  | Marcatori | 36’ Mongitore |

| Legnano 10 gennaio 1971 17ª giornata | Legnano                | 0 – 0 | Piacenza | Stadio Comunale\| Arbitro: \| F. Lattanzi (Macerata) \| |
| Arbitro:                             | F. Lattanzi (Macerata) |       |          |                                                         |

| Arbitro: | Baldoni (Ancona) |

|                |           |  |
| Brenna 3’, 37’ | Marcatori |  |

| Tortona 24 gennaio 1971 19ª giornata | Derthona         | 0 – 0 | Legnano | Stadio Fausto Coppi\| Arbitro: \| Scolari (Verona) \| |
| Arbitro:                             | Scolari (Verona) |       |         |                                                       |

#### Girone di ritorno
| Arbitro: | Governa (Alessandria) |

|  |           |             |
|  | Marcatori | 53’ Bagatti |

| Arbitro: | Moretto (San Donà di Piave) |

|           |           |  |
| Zanon 31’ | Marcatori |  |

| Arbitro: | Vaccaro (Torino) |

|             |           |                   |
| Capocci 80’ | Marcatori | 8’ (aut.) Zanelli |

| Solbiate Arno 21 febbraio 1971 23ª giornata | Solbiatese       | 0 – 0 | Legnano | Stadio Felice Chinetti\| Arbitro: \| Crista (Livorno) \| |
| Arbitro:                                    | Crista (Livorno) |       |         |                                                          |

| Arbitro: | Lupi (Genova) |

|                   |           |  |
| Filippi 5’ (aut.) | Marcatori |  |

| Alessandria 7 marzo 1971 25ª giornata | Alessandria         | 0 – 0 | Legnano | Stadio Giuseppe Moccagatta\| Arbitro: \| Tabanelli (Ravenna) \| |
| Arbitro:                              | Tabanelli (Ravenna) |       |         |                                                                 |

| Arbitro: | Busalacchi (Palermo) |

|             |           |  |
| Capocci 29’ | Marcatori |  |

| Trieste 28 marzo 1971 27ª giornata | Triestina         | 0 – 0 | Legnano | Stadio Giuseppe Grezar\| Arbitro: \| Testuzza (Genova) \| |
| Arbitro:                           | Testuzza (Genova) |       |         |                                                           |

| Legnano 4 aprile 1971 28ª giornata | Legnano           | 0 – 0 | Venezia | Stadio Comunale\| Arbitro: \| De Fazio (Torino) \| |
| Arbitro:                           | De Fazio (Torino) |       |         |                                                    |

| Arbitro: | Baroncini (Bologna) |

|                   |           |                            |
| Maioni 64’ (rig.) | Marcatori | 70’ Talarini 75’ Mongitore |

| Arbitro: | Albertini (Torino) |

|               |           |              |
| Mongitore 62’ | Marcatori | 48’ Paganini |

| Arbitro: | Testuzza (Genova) |

|                           |           |                            |
| Zanolla 59’ Bernardis 70’ | Marcatori | 43’ Restelli 80’ Mongitore |

| Legnano 2 maggio 1971 32ª giornata | Legnano                | 0 – 0 | Treviso | Stadio Comunale\| Arbitro: \| Martinelli (Catanzaro) \| |
| Arbitro:                           | Martinelli (Catanzaro) |       |         |                                                         |

| Arbitro: | Abati (Livorno) |

|  |           |           |
|  | Marcatori | 52’ Goffi |

| Seregno 16 maggio 1971 34ª giornata | Seregno         | 0 – 0 | Legnano | Stadio Ferruccio Trabattoni\| Arbitro: \| Grassi (Savona) \| |
| Arbitro:                            | Grassi (Savona) |       |         |                                                              |

| Arbitro: | Barboni (Firenze) |

|            |           |  |
| Bosani 61’ | Marcatori |  |

| Piacenza 30 maggio 1971 36ª giornata | Piacenza          | 0 – 0 | Legnano | Stadio Galleana\| Arbitro: \| Bianchi (Firenze) \| |
| Arbitro:                             | Bianchi (Firenze) |       |         |                                                    |

| Arbitro: | Sgherri (Grosseto) |

|                      |           |  |
| Rigoni 32’ Silva 89’ | Marcatori |  |

| Arbitro: | Crista (Livorno) |

|                           |           |  |
| Capocci 50’ Mongitore 76’ | Marcatori |  |

## Statistiche

### Statistiche di squadra
| Competizione | Punti | Totale | Totale | Totale | Totale | Totale | Totale | DR |
| Competizione | Punti | G      | V      | N      | P      | Gf     | Gs     | DR |
| ------------ | ----- | ------ | ------ | ------ | ------ | ------ | ------ | -- |
| Serie C      | 35    | 38     | 9      | 17     | 12     | 20     | 27     | -7 |

### Statistiche dei giocatori
| Giocatore      | Serie C  | Serie C |
| Giocatore      | Presenze | Reti    |
| -------------- | -------- | ------- |
| G. Bettinelli  | 4        | 0       |
| R. Bodina      | 18       | 0       |
| A. Bosani      | 6        | 1       |
| G. Brenna      | 16       | 2       |
| E. Brognoli    | 5        | 0       |
| G. Campagna    | 23       | 0       |
| R. Capocci     | 28       | 4       |
| P. Castellazzi | 33       | 0       |
| P. Frosio      | 37       | 0       |
| D. Gerosa      | 4        | 0       |
| A. Gibellini   | 37       | 0       |
| L. Grecchi     | 14       | 2       |
| S. Lamera      | 35       | 0       |
| Lavizzari      | 11       | 0       |
| G. Mongitore   | 35       | 7       |
| A. Nova        | 3        | 0       |
| G.B. Pirovano  | 18       | 1       |
| P. Pota        | 2        | 0       |
| R. Restelli    | 23       | 1       |
| G. Saporiti    | 2        | 0       |
| R. Talarini    | 36       | 1       |
| E. Valentini   | 2        | 0       |
| G. Zanelli     | 12       | 0       |
| M. Zulich      | 36       | 0       |